# Československá hokejová reprezentace v sezóně 1932/1933
Československá hokejová reprezentace v sezóně 19321/1933 sehrála celkem 10 zápasů.

## Přehled mezistátních zápasů
| Pořadí | Datum          | Soupeř    | Výsledek                    | Soutěž                 | Místo utkání |
| ------ | -------------- | --------- | --------------------------- | ---------------------- | ------------ |
| 75.    | 18. února 1933 | Rumunsko  | 8:0 (2:0, 4:0, 2:0)         | Mistrovství světa 1933 | Praha        |
| 76.    | 19. února 1933 | Rakousko  | 2:1 (1:1, 1:0, 0:0)         | Mistrovství světa 1933 | Praha        |
| 77.    | 20. února 1933 | Itálie    | 3:1 (1:0, 1:1, 1:0)         | Mistrovství světa 1933 | Praha        |
| 78.    | 21. února 1933 | Polsko    | 1:0 (1:0, 0:0, 0:0)         | Mistrovství světa 1933 | Praha        |
| 79.    | 22. února 1933 | Švýcarsko | 1:0 (1:0, 0:0, 0:0)         | Mistrovství světa 1933 | Praha        |
| 80.    | 23. února 1933 | USA       | 0:6 (0:1, 0:4, 0:1)         | Mistrovství světa 1933 | Praha        |
| 81.    | 25. února 1933 | Kanada    | 0:4 (0:2, 0:1, 0:1)         | Mistrovství světa 1933 | Praha        |
| 82.    | 26. února 1933 | Rakousko  | 2:0pp (0:0, 0:0, 0:0 – 2:0) | Mistrovství světa 1933 | Praha        |

## Bilance sezóny 1932/33
| Soupeř    | Zápasy | Výhry | Remízy | Prohry | Skóre |
| --------- | ------ | ----- | ------ | ------ | ----- |
| Itálie    | 1      | 1     | 0      | 0      | 3:1   |
| Kanada    | 1      | 0     | 0      | 1      | 0:4   |
| Polsko    | 1      | 1     | 0      | 0      | 1:0   |
| Rakousko  | 2      | 2     | 0      | 0      | 4:1   |
| Rumunsko  | 1      | 1     | 0      | 0      | 8:0   |
| Švýcarsko | 1      | 1     | 0      | 0      | 1:0   |
| USA       | 1      | 0     | 0      | 1      | 0:6   |
| Celkem    | 8      | 6     | 0      | 2      | 17:12 |

## Další zápasy reprezentace
| Datum             | Soupeř        | Výsledek            | Soutěž             | Místo utkání |
| 6. listopadu 1932 | Francie       | 4:4 (2:2, 1:0, 1:2) | přátelsky          | Praha        |
| 22. března 1933   | výběr Francie | 2:3 (0:1, 2:2, 0:0) | Champions Cup 1933 | Paříž        |

## Další zápas reprezentace
Československo –  Francie 4:4 (2:2, 1:0, 1:2)
6. listopadu 1932 – Praha

Branky a nahrávky Československa: 11. Jiří Tožička, 14. Josef Maleček (Karel Hromádka), 23. Karel Hromádka (Josef Maleček), 34. Josef Maleček.

Branky Francie: 8. Jules Cholette, 9. Jacques Moussette, 33. Jacques Moussette, 37. Jules Cholette.

Rozhodčí: Jaroslav Řezáč (TCH)
ČSR: Jan Peka – Wolfgang Dorasil, Zbyněk Petrs – Karel Hromádka, Josef Maleček, Jiří Tožička – Alois Cetkovský, Tomáš Švihovec, Wilhelm Heinz.
Francie: Philippe Lefebvre – Jacques Lacarriere, Charles Michaelis – Jacques Moussette, Albert Hassler, Jules Cholette – Pierre Savoye, Rieder, Claude Desouches.

## Exhibiční zápas
Po skončení mistrovství světa se odehrál exhibiční zápas Evropa vs. Kanada. Za Evropu hráli hráči dvou nejúspěšnějších evropských mužstev Rakouska a Československa. Místo nominovaného Rakušana Friedricha Demmera nastoupil kanadský hráč Watson.
 Kanada – Evropa 2:0 (1:0, 1:0, 0:0)
27. února 1933 - Praha

Branky a nahrávky Kanady: Cliff Chisholm, Gordon Kerr (Clark McIntyre).

Rozhodčí: Art Puttee (CAN)
Kanada: Ron Geddes – Jack Hearn, Marty Nugent – Kenny Kane, Clark McIntyre, Gordon Kerr – Scotty McAlpine, Lloyd Huggins, Cliff Chisholm.
Evropa: Jan Peka (TCH) – Jaroslav Pušbauer (TCH), Hans Trauttenberg (AUT) – Jiří Tožička (TCH), Josef Maleček (TCH), Karel Hromádka (TCH) – Hans Ertl, (AUT), Blake Watson (CAN), Karl Kirchberger (AUT).
- V poslední třetině nastoupilo evropské mužstvo s útokem Watson, Maleček, Kirchberger, po změně stran (ve třicátých letech si v poslední třetině mužstva vyměňovala strany) bylo složení útoku Jiří Tožička, Blake Watson, Hans Ertl.